# British Triathlon Federation

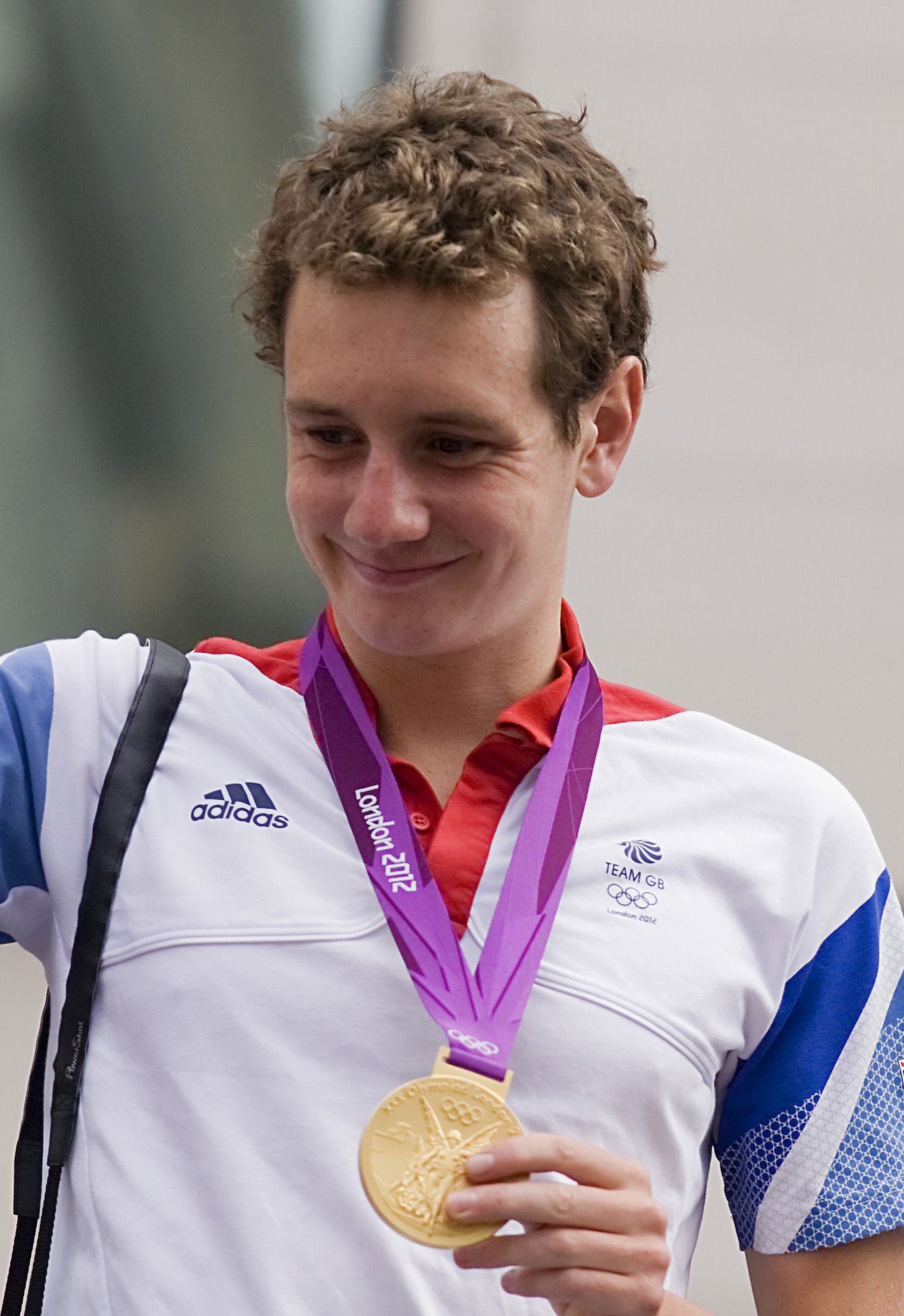
Alistair Brownlee – zweimaliger Olympiasieger (2012, 2016)

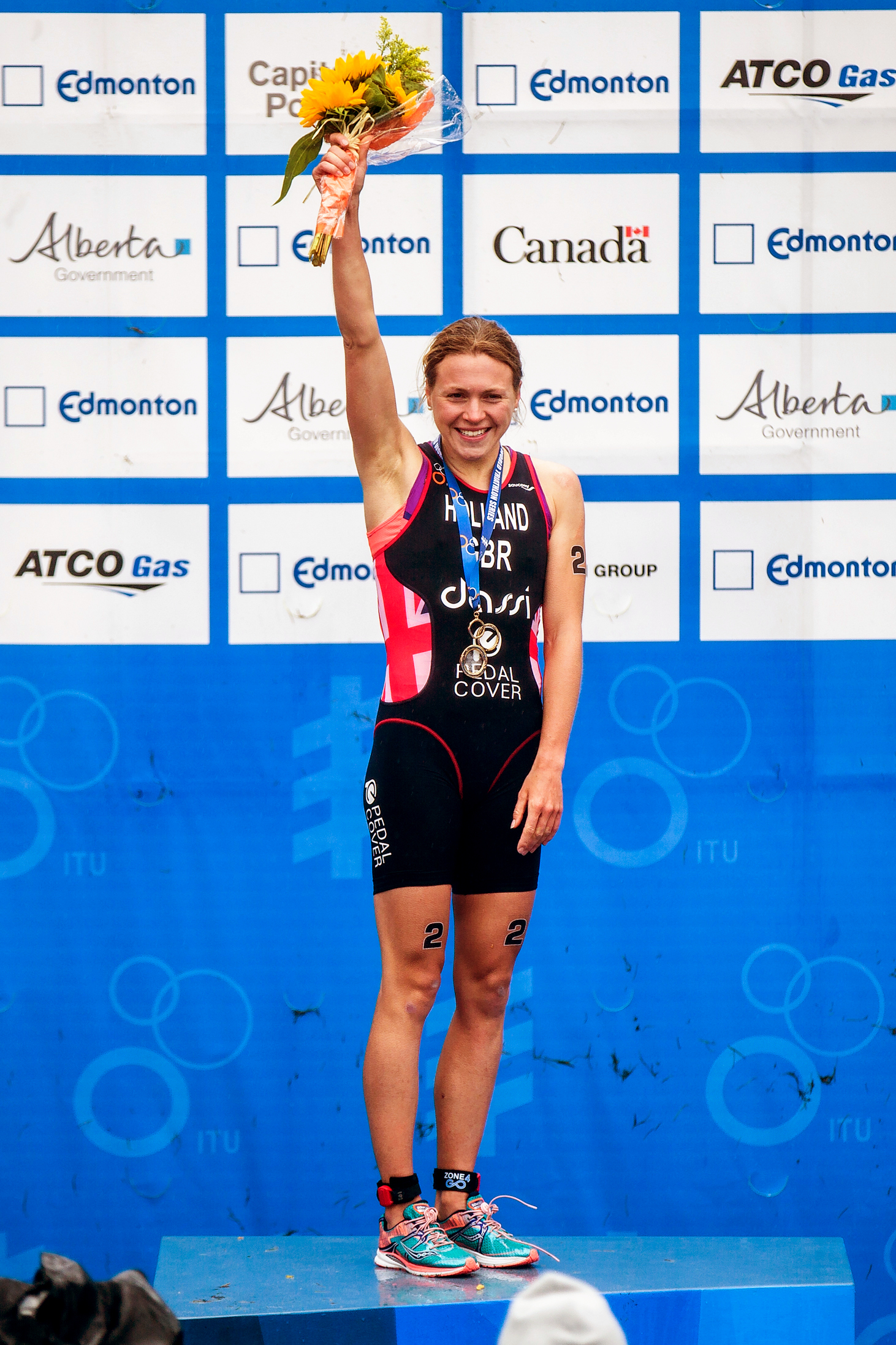
Vicky Holland – zweifache Olympionikin (2012, 3. Rang 2016)

Logo der Paralympic Games, Rio de Janeiro 2016

Die British Triathlon Federation (BTF) ist der offizielle Fachverband für Triathleten im Vereinigten Königreich.

## Organisation
Die British Triathlon Federation (früher British Triathlon Association, BTA) gliedert sich in die Sparten Triathlon, Aquathlon und Duathlon.
Sie ist ein Zusammenschluss der drei Verbände Triathlon England, Triathlon Scotland und Welsh Triathlon.
Die frühere Spitzensportlerin Sarah Springman CBE war von 2007 bis 2012 Präsidentin des Verbandes. Ian Howard TD ist seit Dezember 2012 als Präsident des Verbandes eingesetzt.
Triathlon wurde bei den Olympischen Sommerspielen 2012 zum vierten Mal ausgetragen und BTF holte sich in London die ersten zwei Medaillen: Alistair Brownlee Gold und sein jüngerer Bruder Jonathan Brownlee Bronze.

Vier Jahre später bei den Olympischen Sommerspielen 2016 in Rio de Janeiro konnten britische Athleten drei der sechs möglichen Medaillen erzielen (Alistair Brownlee Gold, Jonathan Brownlee Silber und Vicky Holland Bronze). Zudem holte sich der Britische Verband bei den erstmals ausgetragenen Triathlon-Rennen bei den Paralympics vier Medaillen – und Gold für Andrew Lewis.

## Bundeskader 2018
| Olympic Podium Squad - Alistair Brownlee - Jonathan Brownlee - Vicky Holland - Helen Jenkins - Jess Learmonth - Non Stanford - Jodie Stimpson | Paralympic Podium - Dave Ellis - Andy Lewis - Alison Patrick - Lauren Steadman - Melissa Reid |

Weitere 14 Athleten starten im „Olympic Podium Potential Squad“ (z. B. Sophie Coldwell, Lucy Hall, India Lee, Georgia Taylor-Brown) sowie nochmals acht weitere im „Paralympic Podium Potential“.

## Olympische Sommerspiele
Der Verband nominiert seit dem Jahr 2000 die für das Vereinigte Königreich im Triathlon startenden Teilnehmer bei den Olympischen Sommerspielen. Die folgenden Ergebnisse konnte Großbritannien bisher bei den Olympischen Spielen erzielen:
| Jahr                                  | Triathleten aus Großbritannien | Triathletinnen aus Großbritannien |
| ------------------------------------- | ------------------------------ | --------------------------------- |
| Olympische Spiele 2024 Paris          | Alex Yee (1.)                  | Beth Potter (3.)                  |
| Olympische Spiele 2024 Paris          | Georgia Taylor-Brown (6.)      |                                   |
| Olympische Spiele 2024 Paris          | Samuel Dickinson (DNF)         | Kate Waugh (15.)                  |
| Olympische Spiele 2020 Tokio          | Alex Yee (2.)                  | Georgia Taylor-Brown (2.)         |
| Olympische Spiele 2020 Tokio          | Jonathan Brownlee (5.)         | Jessica Learmonth (9.)            |
| Olympische Spiele 2020 Tokio          | Vicky Holland (13.)            |                                   |
| Olympische Spiele 2016 Rio de Janeiro | Alistair Brownlee (1.)         | Vicky Holland (3.)                |
| Olympische Spiele 2016 Rio de Janeiro | Jonathan Brownlee (2.)         | Non Stanford (4.)                 |
| Olympische Spiele 2016 Rio de Janeiro | Gordon Benson (DNF)            | Helen Jenkins (19.)               |
| Olympische Spiele 2012 London         | Alistair Brownlee (1.)         | Helen Jenkins (5.)                |
| Olympische Spiele 2012 London         | Jonathan Brownlee (3.)         | Vicky Holland (26.)               |
| Olympische Spiele 2012 London         | Stuart Hayes (37.)             | Lucy Hall (33.)                   |
| Olympische Spiele 2008 Peking         | Alistair Brownlee (12.)        | Helen Tucker (21.)                |
| Olympische Spiele 2008 Peking         | Will Clarke                    | Hollie Avil (DNF)                 |
| Olympische Spiele 2008 Peking         | Tim Don (DNF)                  |                                   |
| Olympische Spiele 2004 Athen          | Andrew Johns (16.)             | Michelle Dillon (6.)              |
| Olympische Spiele 2004 Athen          | Tim Don (18.)                  | Julie Dibens (30.)                |
| Olympische Spiele 2004 Athen          | Jodie Swallow (34.)            |                                   |
| Olympische Spiele 2000 Sydney         | Simon Lessing (9.)             |                                   |
| Olympische Spiele 2000 Sydney         | Tim Don (10.)                  |                                   |

### Staffel
Die Mixed-Staffel im Triathlon gibt es als Wettkampf seit 2020.
| Jahr                                    |
| --------------------------------------- |
| Olympische Spiele 2024 (3. Platz) Paris |
| Alex Yee                                |
| Georgia Taylor-Brown                    |
| Samuel Dickinson                        |
| Beth Potter                             |
| Olympische Spiele 2020 (1. Platz) Tokio |
| Jessica Learmonth                       |
| Jonathan Brownlee                       |
| Georgia Taylor-Brown                    |
| Alex Yee                                |

## Nationale Meisterschaften

### Triathlon Sprintdistanz

#### Elite
| Datum/Jahr    | Ort                                  | Nationaler Meister Triathlon Sprintdistanz | Zweiter Platz | Dritter Platz  |
| ------------- | ------------------------------------ | ------------------------------------------ | ------------- | -------------- |
| 7. Sep. 2019  | Leicestershire                       | Matthew Wright                             | Joshua Lewis  | Cameron Main   |
| 24. Juni 2018 | Cardiff Triathlon                    | Adam Bowden -2-                            | James Teagle  | Fergus Roberts |
| 27. Mai 2017  | Strathclyde Park Multisport Festival |                                            |               |                |
| 14. Aug. 2016 | Liverpool                            | Adam Bowden                                | Ben Dijkstra  | Thomas Bishop  |
| 26. Juli 2015 | Liverpool                            | Morgan Davies                              | Liam Lloyd    | Thomas Bishop  |
| 13. Juli 2013 | Liverpool                            | Calum Johnson                              | Grant Sheldon | Fergus Roberts |

| Jahr | Nationale Meisterin Triathlon Sprintdistanz | Zweiter Platz   | Dritter Platz     |
| ---- | ------------------------------------------- | --------------- | ----------------- |
| 2019 | Erica Byram                                 | Jenny Manners   | Olivia Mitchell   |
| 2018 | Sophie Alden                                | Kate Waugh      | Hannah Kitchen    |
| 2017 |                                             |                 |                   |
| 2016 | Jessica Learmonth                           | Heather Sellars | Olivia Mathias    |
| 2015 | Sophie Coldwell                             | Emma Pallant    | Jessica Learmonth |
| 2013 | Emma Pallant                                | Heather Sellars | Sophie Coldwell   |

#### Junioren
| Datum/Jahr    | Ort       | Nationaler Junioren-Meister Triathlon Sprintdistanz | Zweiter Platz | Dritter Platz |
| ------------- | --------- | --------------------------------------------------- | ------------- | ------------- |
| 14. Aug. 2016 | Liverpool | Ben Dijkstra                                        | Alex Yee      | Jack Willis   |
| 26. Juli 2015 | Liverpool | Samuel Dickinson                                    | James Teagle  | Jack Willis   |
| 10. Aug. 2014 | Liverpool |                                                     |               |               |

| Jahr | Nationale Junioren-Meisterin Triathlon Sprintdistanz | Zweiter Platz     | Dritter Platz |
| ---- | ---------------------------------------------------- | ----------------- | ------------- |
| 2016 | Olivia Mathias                                       | Kate Waugh        | Sian Rainsley |
| 2015 | Sophie Alden                                         | Ffion-Haf Harrett | Julie Nimmo   |
| 2014 | Sophie Coldwell                                      | Sarah Hodgson     | Kate Curran   |

### Triathlon Kurzdistanz
Die Nationale Meisterschaft über die olympische Distanz (1,5 km Schwimmen, 40 km Radfahren und 10 km Laufen) wurde 2017 im Rahmen des Rennens der ITU World Championship Series 2017 (Weltmeisterschafts-Rennserie) am 11. Juni in Leeds ausgetragen.

#### Elite
| Datum/Jahr    | Ort              | Nationaler Meister Triathlon Kurzdistanz | Zweiter Platz | Dritter Platz  |
| ------------- | ---------------- | ---------------------------------------- | ------------- | -------------- |
| 10. Juni 2018 | Leeds            | Thomas Bishop                            | Marc Austin   | David Bartlett |
| 11. Juni 2017 | Leeds            |                                          |               |                |
| 9. Aug. 2015  | London           | Liam Lloyd                               | David Bishop  | Iestyn Harrett |
| 15. Juni 2014 | Windsor          | Mark Buckingham                          | David Bishop  | Iestyn Harrett |
| 13. Juli 2013 |                  | Calum Johnson                            |               |                |
| 2011          | Windsor          |                                          |               |                |
| 2. Aug. 2009  | London Triathlon | Will Clarke -2-                          | Stuart Hayes  |                |
| 2008          |                  | Will Clarke -1-                          |               |                |
| 2006          |                  |                                          |               |                |
| 2005          |                  |                                          |               |                |
| 2001          |                  | Richard Stannard                         |               |                |
| 1998          |                  |                                          |               |                |
| 1992          |                  | Simon Lessing                            | Spencer Smith | Glenn Cook     |

| Jahr | Nationale Meisterin Triathlon Kurzdistanz | Zweiter Platz        | Dritter Platz     |
| ---- | ----------------------------------------- | -------------------- | ----------------- |
| 2018 | Vicky Holland                             | Georgia Taylor-Brown | Jessica Learmonth |
| 2017 |                                           |                      |                   |
| 2015 | Helen Jenkins -3-                         | Emma Pallant         | Fenella Langridge |
| 2014 | Emma Pallant -2-                          | Jenny Manners        | Lucy Smith        |
| 2013 | Emma Pallant -1-                          |                      |                   |
| 2011 | Lois Rosindale                            |                      |                   |
| 2009 | Helen Jenkins -2-                         | Liz Blatchford       | Jodie Swallow     |
| 2008 |                                           |                      |                   |
| 2006 | Helen Jenkins -1-                         |                      |                   |
| 2005 |                                           | Helen Jenkins        |                   |
| 2001 |                                           |                      |                   |
| 1998 | Stephanie Forrester                       |                      |                   |
| 1992 | Sarah Springman                           | Alison Hamilton      | Jacqui Shand      |

#### Junioren
| Datum/Jahr | Ort | Nationaler Junioren-Meister Triathlon Kurzdistanz | Zweiter Platz | Dritter Platz |
| ---------- | --- | ------------------------------------------------- | ------------- | ------------- |
| 2003       |     |                                                   |               |               |

| Jahr | Nationale Junioren-Meisterin Triathlon Kurzdistanz | Zweiter Platz | Dritter Platz |
| ---- | -------------------------------------------------- | ------------- | ------------- |
| 2003 | Helen Jenkins                                      |               |               |

### Triathlon Mitteldistanz

#### Elite
| Datum/Jahr   | Ort                 | Nationaler Meister Triathlon Kurzdistanz | Zweiter Platz | Dritter Platz |
| ------------ | ------------------- | ---------------------------------------- | ------------- | ------------- |
| 9. Sep. 2017 | Vitruvian Triathlon |                                          |               |               |

| Jahr | Nationale Meisterin Triathlon Kurzdistanz | Zweiter Platz | Dritter Platz |
| ---- | ----------------------------------------- | ------------- | ------------- |
| 2017 |                                           |               |               |

### Cross-Triathlon

#### Elite
| Datum/Jahr | Ort | Nationaler Meister Cross-Triathlon | Zweiter Platz | Dritter Platz |
| ---------- | --- | ---------------------------------- | ------------- | ------------- |
| 2011       |     | Richard Stannard                   |               |               |

| Jahr | Nationale Meisterin Cross-Triathlon | Zweiter Platz | Dritter Platz |
| ---- | ----------------------------------- | ------------- | ------------- |
| 2011 |                                     |               |               |

### Duathlon

#### Elite
Die zweifache und amtierende Duathlon-Weltmeisterin (2015, 2016) Emma Pallant konnte sich von 2014 bis 2017 den Titel auf der Duathlon-Sprintdistanz (5 km Laufen, 20 km Radfahren und 2,5 km Laufen) vier Mal in Folge sichern.
| Datum/Jahr    | Ort        | Nationaler Meister Duathlon | Zweiter Platz   | Dritter Platz  |
| ------------- | ---------- | --------------------------- | --------------- | -------------- |
| 7. Apr. 2019  | Bedford    | Christopher Perham          | Mark Buckingham | Gordon Benson  |
| 25. März 2018 | Bedford    | Adam Bowden -2-             | Morgan Davies   | James Teagle   |
| 9. Apr. 2017  | Bedford    | Adam Bowden                 | Mark Buckingham | Luke Pollard   |
| 3. Apr. 2016  | Windsor    | Richard Horton              | Calum Johnson   | Liam Lloyd     |
| 29. März 2015 | Corby      | Mark Buckingham -3-         | Adam Bowden     | David Bishop   |
| 30. März 2014 | Rockingham | Philip Wylie                | Aaron Harris    | Calum Johnson  |
| 2013          |            | Mark Buckingham -2-         | Adam Bowden     | David McNamee  |
| 2012          |            | Mark Buckingham             | Matthew Gunby   | Richard Horton |
| 2006          |            | Tom Lowe                    |                 |                |
| 1992          |            |                             |                 |                |

| Jahr | Nationale Meisterin Duathlon | Zweiter Platz   | Dritter Platz       |
| ---- | ---------------------------- | --------------- | ------------------- |
| 2019 | Olivia Mitchell              | Claudia Kelsall | Erica Byram         |
| 2018 | Georgina Schwiening          | Julie Nimmo     | Laura Smith         |
| 2017 | Emma Pallant -4-             | Bronwen Owen    | Georgina Schwiening |
| 2016 | Emma Pallant -3-             | Michelle Dillon | Gillian Palmer      |
| 2015 | Emma Pallant -2-             | India Lee       | Chloe Cook          |
| 2014 | Emma Pallant                 | Katie Hewison   | Sian Edwards        |
| 2013 | Vanessa Raw                  | Lucy Hall       | Kerry Macphee       |
| 2012 | Lucy Gossage                 | Racheal Bamford | Georgina Schwiening |
| 2006 |                              |                 |                     |
| 1992 | Melisa Watson                | Jennifer Derham | Sarah Springman     |

#### Junioren
| Datum/Jahr    | Ort        | Nationaler Junioren-Meister Duathlon | Zweiter Platz  | Dritter Platz |
| ------------- | ---------- | ------------------------------------ | -------------- | ------------- |
| 9. Apr. 2017  | Bedford    | Cameron Richardson                   | Matthew Willis | Josh Hendry   |
| 30. März 2014 | Rockingham | George Goodwin                       | Deri Stewart   | Richard Allen |

| Jahr | Nationale Junioren-Meisterin Duathlon | Zweiter Platz   | Dritter Platz |
| ---- | ------------------------------------- | --------------- | ------------- |
| 2017 | Kate Waugh                            | Caitlin Roper   | Erin Wallace  |
| 2014 | Bronwen Owen                          | Sophie Coldwell | Leah Peploe   |

#### Jugend
| Datum/Jahr   | Ort     | Nationaler Jugend-Meister Duathlon | Zweiter Platz | Dritter Platz |
| ------------ | ------- | ---------------------------------- | ------------- | ------------- |
| 9. Apr. 2017 | Bedford | Connor Bentley                     | Daniel Dixon  | Reuben Mantle |

| Jahr | Nationale Jugend-Meisterin Duathlon | Zweiter Platz | Dritter Platz  |
| ---- | ----------------------------------- | ------------- | -------------- |
| 2017 | Libby Coleman                       | Isabel Atkins | Freya Thompson |